# 思川站
思川站（日语：／ Omoigawa eki */?）是日本栃木縣小山市大字松沼的東日本旅客鐵道（JR東日本）兩毛線鐵道車站。本站以西由高崎支社管轄。
站名來源於流經車站附近的思川。思川之名來自河流沿岸胸形神社祭祀的女神「田心姬」，後豎寫的「田心」二字縮寫為「思」。

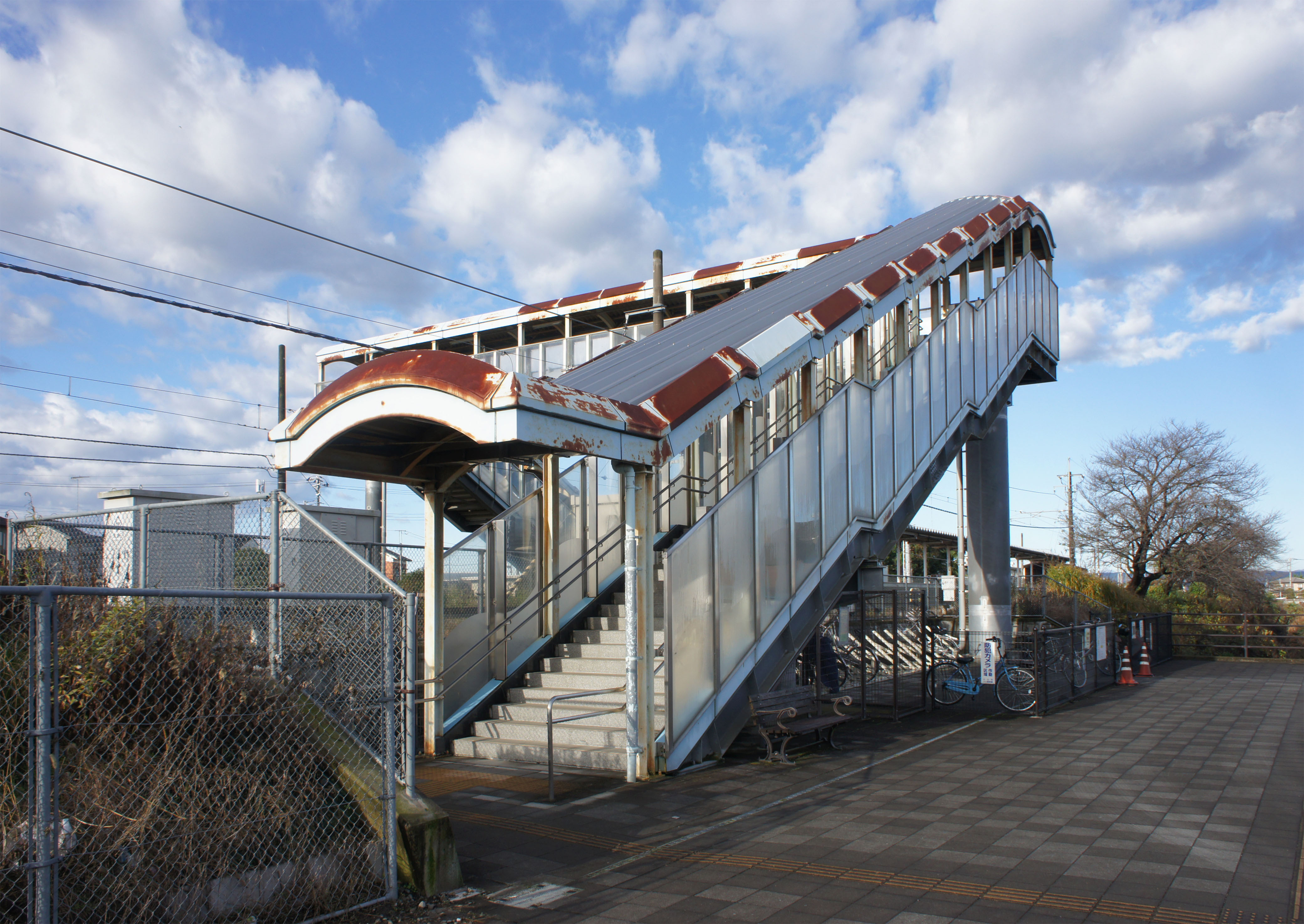
北口(2021年11月)

## 車站構造

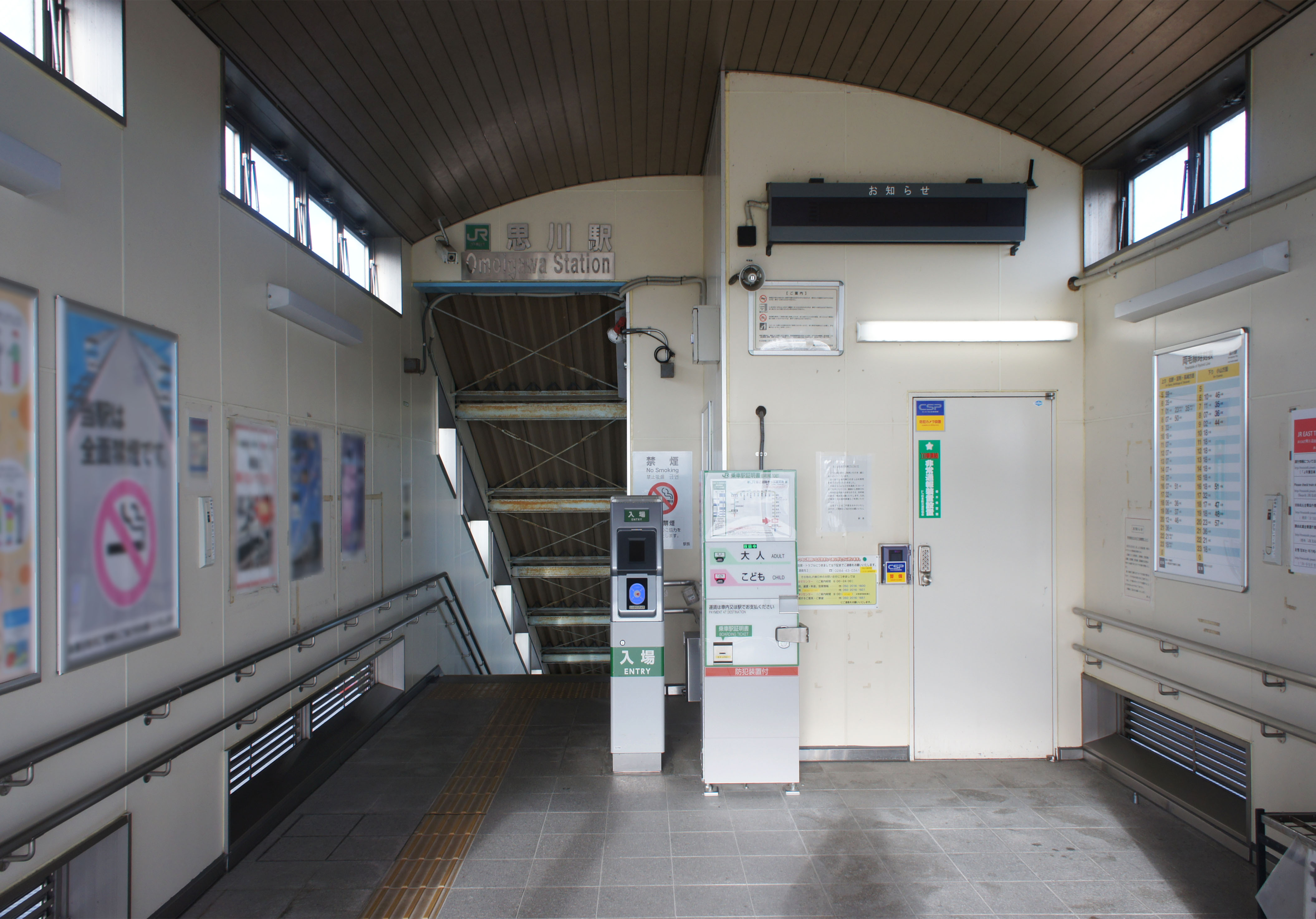
驗票口(2021年11月)

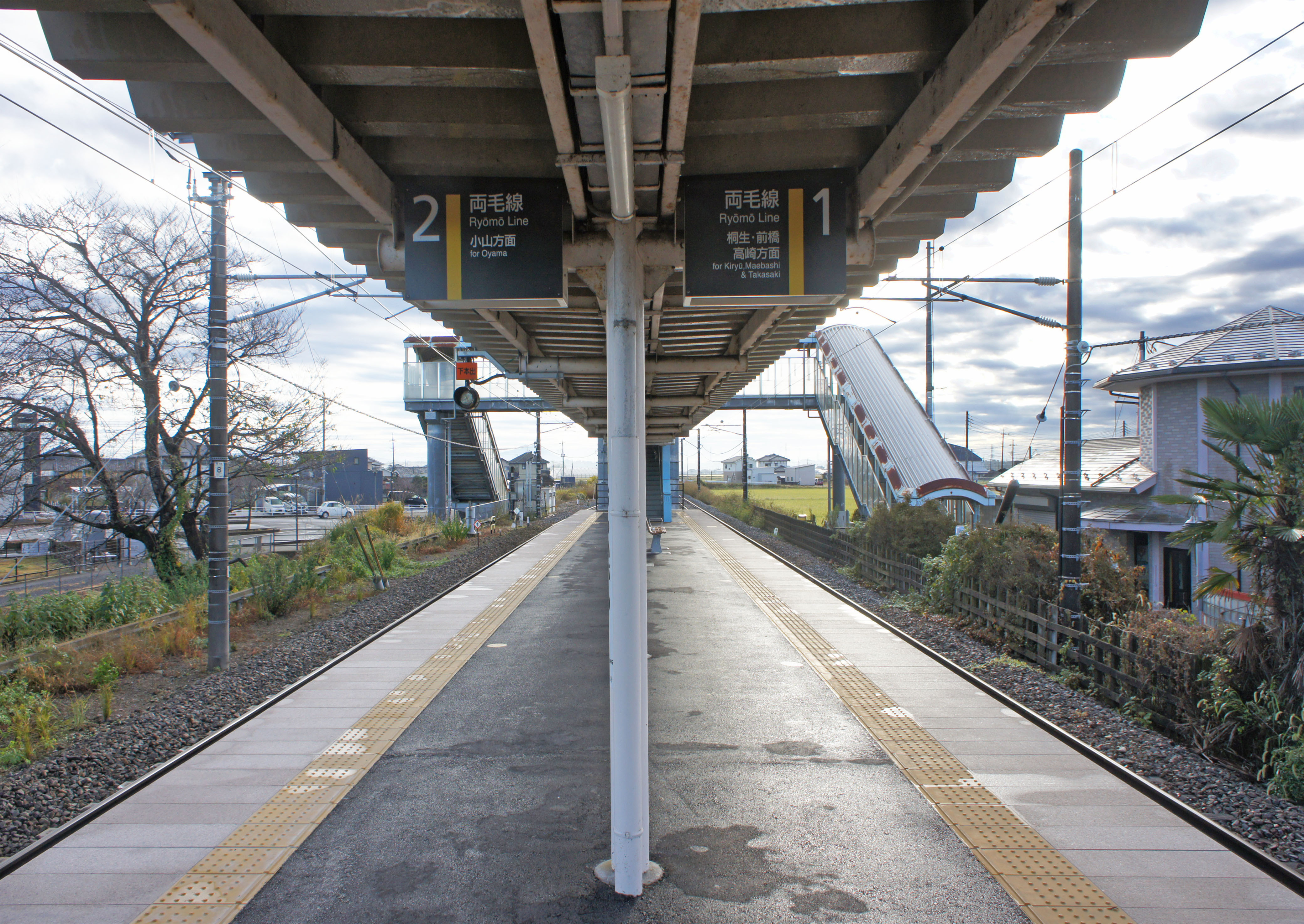
月台(2021年11月)

本站為島式月台1面2線的地面車站，站內設有簡易Suica改札機與簡易自動售票機設置站。本站於2003年12月成為無人站。由栃木站管理。

### 月台配置
| 月台 | 路線    | 方向 | 目的地               |
| ---- | ------- | ---- | -------------------- |
| 1    | ■兩毛線 | 上行 | 桐生、前橋、高崎方向 |
| 2    | ■兩毛線 | 下行 | 小山方向             |

（來源：JR東日本:車站構內圖 （页面存档备份，存于））

## 利用狀況
- 1日平均乘車人員為675人（2002年度）。

| 乘車人員推移 | 乘車人員推移     |
| 年度         | 一日平均乘車人員 |
| ------------ | ---------------- |
| 2000         | 719              |
| 2001         | 689              |
| 2002         | 675              |

## 車站周邊
思川於車站東邊約2km由北向南流。車站前有南北走向的栃木縣道33號小山環狀線。
- 小山市役所豐田出張所
- JAおやま豐田支店
- 栃木縣警察小山警察署豐田派出所
- 小山西高等學校（約1.1Km）
- 篠塚稻荷神社
- 栃木縣道31號栃木小山線（約1.5Km）「思川站入口」十字路交差

## 历史
- 1911年（明治44年）4月10日 - 小山・栃木間新開業。
- 1961年（昭和36年）9月1日 - 貨物處理廢止。
- 1987年（昭和62年）4月1日 - 國鐵分割民營化為JR東日本繼承。
- 2000年（平成12年）3月11日 - 站舎改築。
- 2001年（平成13年）11月18日 - IC卡Suica開始使用。
- 2003年（平成15年）12月1日 - 無人化。
- 2010年（平成22年）8月 - 橋上站舎化。改札口轉移至南北自由通路上。
- 2010年度 - 南北自由通路完成。北口開設。

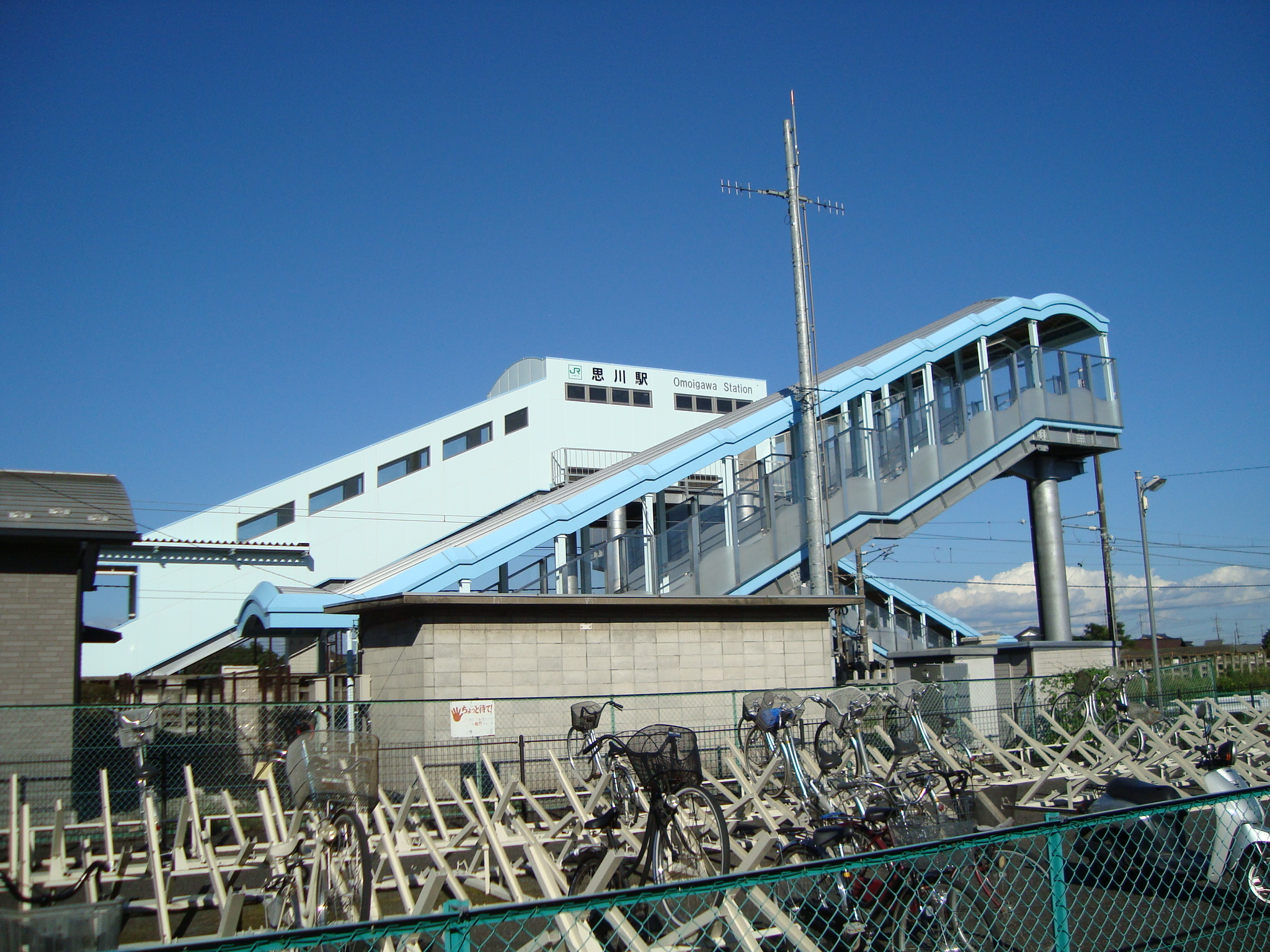
南北自由通路外観
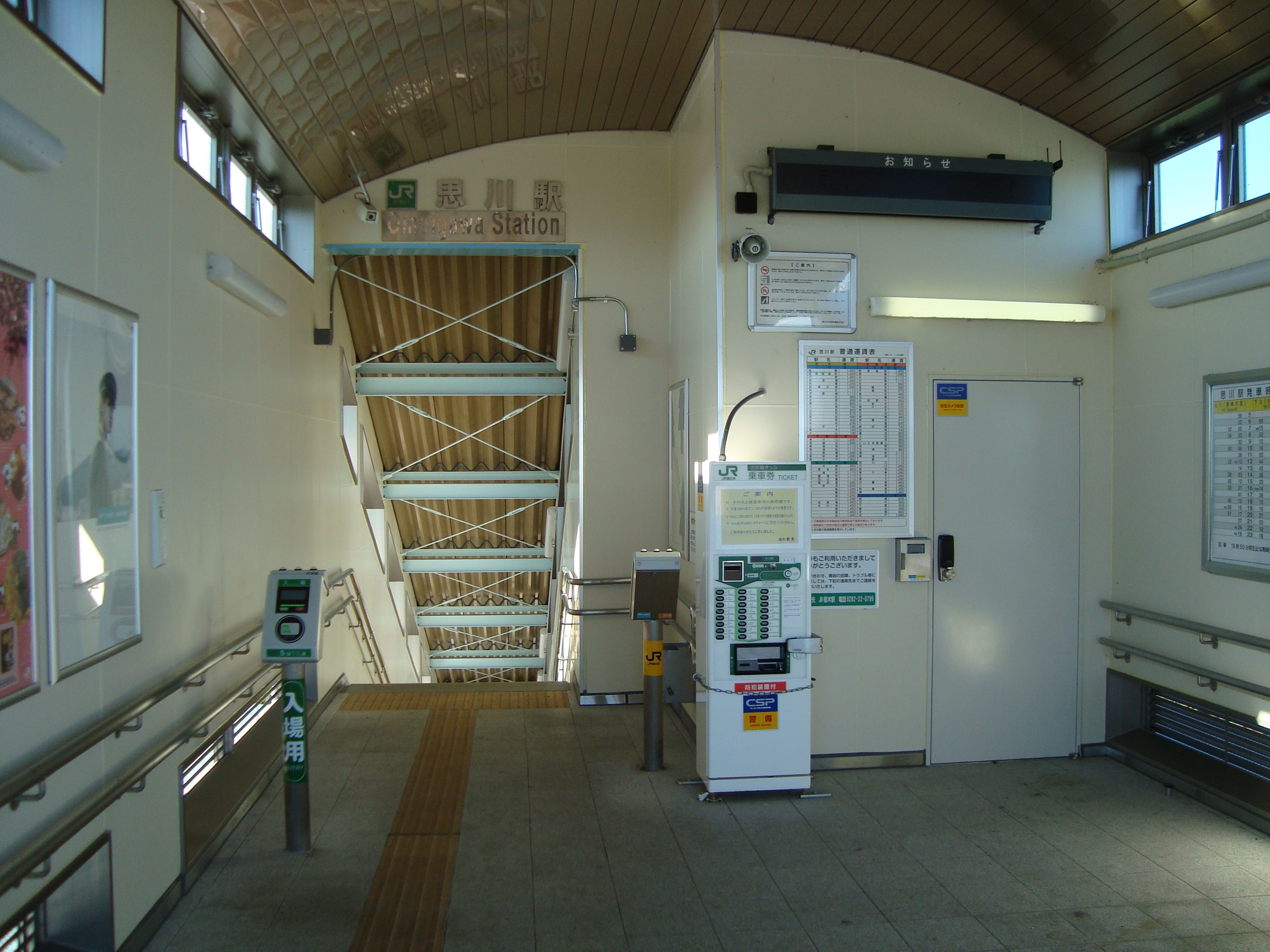
思川站改札口

## 相鄰車站
東日本旅客鐵道
■兩毛線
栃木－思川－小山

## 外部連結
- 車站資訊（思川）：東日本旅客鐵道
- 思川站周邊地區都市再生整備計劃―小山市役所